# Виллар-Бонно
Виллар-Бонно (фр. Villard-Bonnot) — коммуна во Франции, находится в регионе Рона — Альпы. Департамент коммуны — Изер. Входит в состав кантона Муаян Грезиводан. Округ коммуны — Гренобль.
Код INSEE коммуны — 38547. Население коммуны на 2012 год составляло 7325 человек. Населённый пункт находится на высоте от 218 до 448 метров над уровнем моря. Муниципалитет расположен на расстоянии около 490 км юго-восточнее Парижа, 100 км юго-восточнее Лиона, 14 км северо-восточнее Гренобля. Мэр коммуны — Daniel Chavand, мандат действует на протяжении 2014—2020 гг.
Динамика населения (INSEE):